# Какамега (місто)
Какамега (суах. Kakamega) — місто в Кенії, адміністративний центр Західної провінції країни. Входить до складу однойменного округу.

## Географія
Місто Какамега знаходиться за 30 км на північ від екватора і приблизно за 52 км на північ від міста Кісуму, яке розташований на березі озера Вікторія. Висота міста становить 1523 м над рівнем моря.

### Клімат
Місто знаходиться у зоні, котра характеризується вологим тропічним кліматом. Найтепліший місяць — лютий із середньою температурою 23.5 °C (74.3 °F). Найхолодніший місяць — липень, із середньою температурою 21.7 °С (71.1 °F).
| Клімат Какамеги         | Клімат Какамеги | Клімат Какамеги | Клімат Какамеги | Клімат Какамеги | Клімат Какамеги | Клімат Какамеги | Клімат Какамеги | Клімат Какамеги | Клімат Какамеги | Клімат Какамеги | Клімат Какамеги | Клімат Какамеги | Клімат Какамеги |
| Показник                | Січ.            | Лют.            | Бер.            | Квіт.           | Трав.           | Черв.           | Лип.            | Серп.           | Вер.            | Жовт.           | Лист.           | Груд.           | Рік             |
| Середній максимум, °C   | 29,6            | 29,9            | 30              | 28,5            | 27,7            | 27              | 26,9            | 27,2            | 28,3            | 28,9            | 28,7            | 29              | 28,5            |
| Середня температура, °C | 23,2            | 23,5            | 23,5            | 22,9            | 22,5            | 21,9            | 21,7            | 22,1            | 22,5            | 23,3            | 22,8            | 22,8            | 22,7            |
| Середній мінімум, °C    | 13,2            | 13,6            | 14,1            | 14,7            | 14,4            | 13,7            | 13,3            | 13,1            | 12,8            | 13,6            | 13,7            | 13,5            | 13,6            |
| Норма опадів, мм        | 64.7            | 89.7            | 156.1           | 211.7           | 182.4           | 87.2            | 70.8            | 104.2           | 97.6            | 92.2            | 140.3           | 97.5            | 1394.4          |
| Днів з опадами          | 11,1            | 12,8            | 15,9            | 21,3            | 19,1            | 13              | 11,5            | 13,3            | 13,6            | 15,5            | 18,1            | 13,5            | 178,7           |
| Вологість повітря, %    | 52.7            | 54.6            | 57.3            | 62              | 65              | 62.4            | 61.8            | 62.4            | 56.6            | 55              | 58              | 55.5            | 58.6            |
| ----------------------- | --------------- | --------------- | --------------- | --------------- | --------------- | --------------- | --------------- | --------------- | --------------- | --------------- | --------------- | --------------- | --------------- |
| Джерело: Weatherbase    |                 |                 |                 |                 |                 |                 |                 |                 |                 |                 |                 |                 |                 |

## Історія
На початку 1930-х років в районі міста відзначалася золота лихоманка.

## Населення
За даними на 2012 рік населення міста становить 73 567 осіб; за даними переписом 1999 року його налічувало 57 128 осіб. Населення складається головним чином з представників етнічної групи лух'я, яка належить до народів банту.

## Інфраструктура
У Какамезі розташовується найбільша кенійська фірма по виробництву цукру Mumias Sugar.
У 2006 році в центрі Какамеги був заснований Університет науки і техніки ім. Масінде Муліро (Masinde Muliro University of Science and Technology). У місті проводиться Національний театральний фестиваль.

## Пам'ятки
Основною визначною пам'яткою місцевості є національний лісовий заповідник Какамега. Інша визначна пам'ятка — Жінка, яка плаче скеля Ілес (Crying Stone of Ilesi) — скеля заввишки 40 м, що нагадує людську фігуру, з «очей» якої падає вода. Скала знаходиться за 5 км від центра міста, біля дороги, що веде в місто Кісуму.